# Новаці (община)
Община Новаці (мак. Општина Новаци) — община в Північній Македонії. Адміністративний центр — село Новаці. Розташована на півдні  Македонії, Пелагонійський статистично-економічний регіон, з населенням 3 549 мешканців, які проживають на площі — 753,53 км².